# Volterra (cráter)

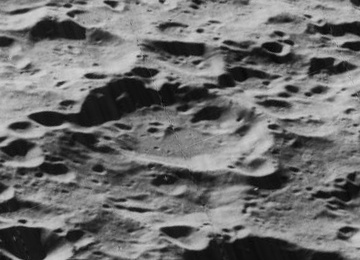
Imagen oblicua de la misión Lunar Orbiter 5

Volterra es un cráter de impacto localizado en las latitudes septentrionales en la cara oculta de la Luna. Al noreste se halla el cráter Olivier, y al sur-suroeste se encuentra von Békésy.
|  |

Se trata de una formación erosionada, particularmente en el lado occidental, donde el borde es más irregular. Un pequeño cráter atraviesa el contorno del borde noreste. El suelo interior es relativamente plano en la mitad oriental, mientras que el oeste está marcado por varios restos de pequeños cráteres en la superficie.

## Cráteres satélite
Por convención estos elementos son identificados en los mapas lunares poniendo la letra en el lado del punto medio del cráter que está más cercano a Volterra.
|          | \| Volterra \| Coordenadas \| Diámetro \| \| -------- \| ------------------------------ \| -------- \| \| R \| 56°12′N 129°36′E / 56.2, 129.6 \| 31 km \| |          |
| Volterra | Coordenadas | Diámetro |
| R        | 56°12′N 129°36′E / 56.2, 129.6 | 31 km    |